# Deutsche Kriegsgräberstätte El Alamein

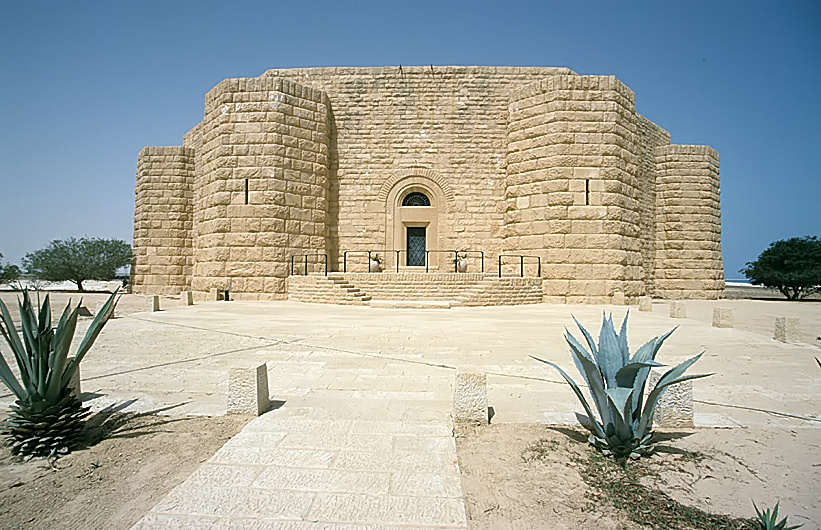
Achteckiger Zentralbau der Kriegsgräbergedenkstätte

Die Deutsche Kriegsgräberstätte El Alamein ist eine Kriegsgräberstätte für 30 Tote des Ersten Weltkriegs und 4.213 Gefallene des Zweiten Weltkriegs in Ägypten. Sie liegt an der Küstenstraße zwischen Alexandria und Marsa Matruh etwa 100 Kilometer westlich von Alexandria einen Kilometer nördlich vom Kilometerstein 115.

## Sammelfriedhof
Die Umbettungskommandos der Britischen Armee legten 1943–1947 Sammelfriedhöfe für die Kriegstoten des Commonwealth, Italiens und Deutschlands an. Der deutsche provisorische Sammelfriedhof ging wie der italienische im Jahr 1947 in die Obhut des italienischen Gräberdienstes über. Ab 1953 gewährte der ägyptische Staat dem Volksbund Deutsche Kriegsgräberfürsorge die Tätigkeit in Ägypten. Daraufhin wurde der neue endgültige Sammelfriedhof mit kostenlos gewährtem hellbeigem Kalkstein vom Steinbruch bei Marsah Matrut gebaut. Es gibt ein online Verzeichnis mit den Namen einiger Kriegstoter.

## Architektur

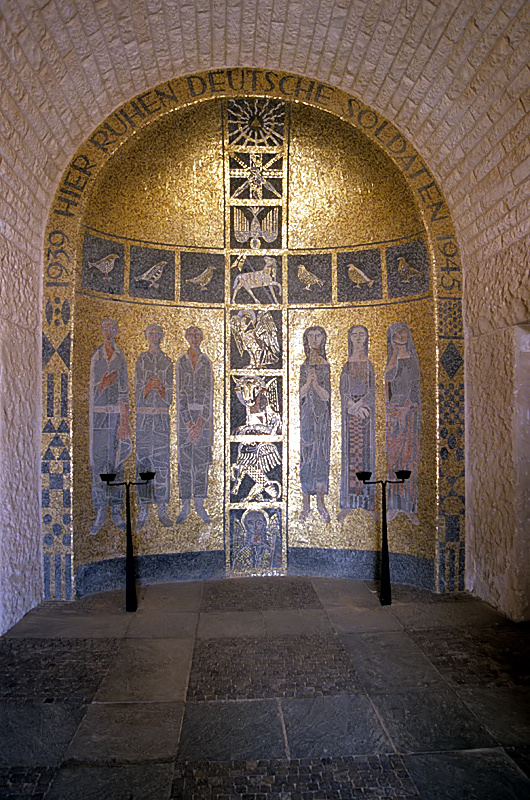
Eingangsbereich mit Mosaik des Münchner Künstlers Franz Grau, das ein Kreuz mit den Evangelistensymbolen und anderen Bildzeichen zeigt

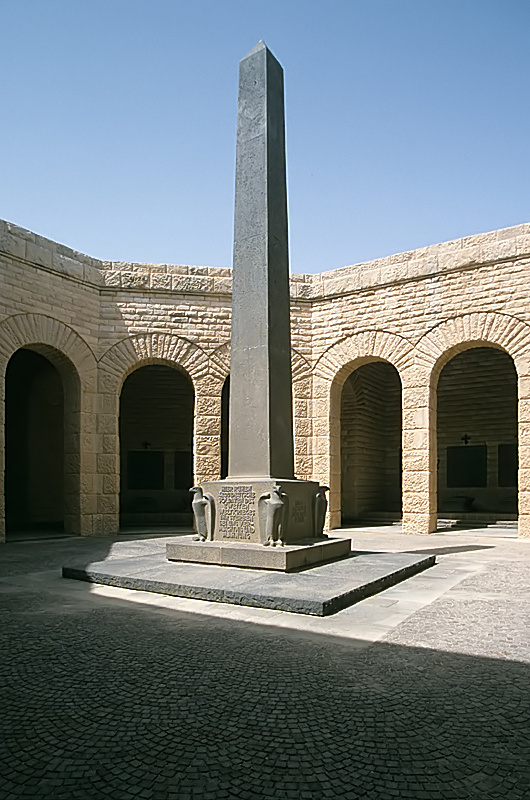
Basalt-Obelisk

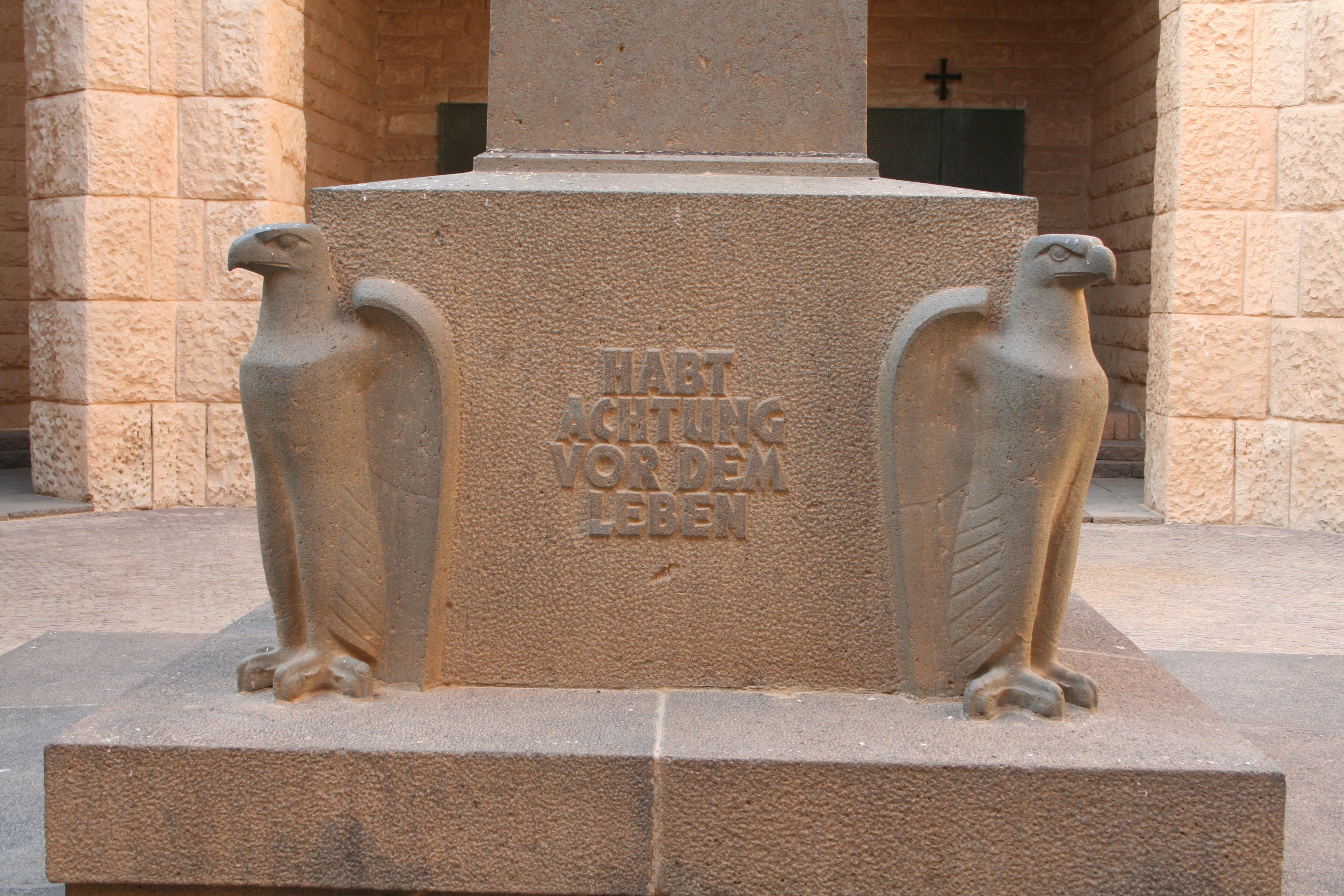
Nische mit Sarkophag und Namenstafeln

Der Landschaftsarchitekt Robert Tischler entwarf die Kriegsgräberstätte im Auftrag des Volksbundes. Der Bau wurde 1955 in Form eines Achteckes in Anlehnung an das Castel del Monte und im Stil der Totenburgen ausgeführt. Die Höhe beträgt zwölf Meter, der Durchmesser 42 Meter. Die Türme sind niedriger als die Umfassungsmauern. Im Inneren führt ein Bogengang entlang der Mauern. Dort befinden sich acht Nischen. Eine dient als Eingangsraum, in dem der 31 gefallenen Soldaten unbekannter Nationalität mit der Bitte um Frieden gedacht wird. In den Gruftkammern von sieben der Nischen sind die Gefallenen eingebettet. An den Rückwänden der Nischen sind die Namen der Gefallenen auf Bronzetafeln aufgeführt. Die Nischen sind durch Gedenksteine in Sarkophagform gekennzeichnet
Kai Kappel kritisierte den Baustil der Kriegsgräberstätte als versuchte Sinnstiftung des Krieges und befand die Ikonografie für einen demokratischen Staat höchst problematisch. Außerdem hinterfragte er die Kontinuität des Baustils, der aus Zeiten des Nationalsozialismus übernommen wurde. Er stellte auch infrage, ob die hohen Mauern wirklich zum Schutz vor dem Sand gedacht waren oder in Wirklichkeit die Kriegsgräberstätte als Mahnmal die Landschaft nachhaltig prägen sollten.

## Einfahrt zur Kriegsgräberstätte

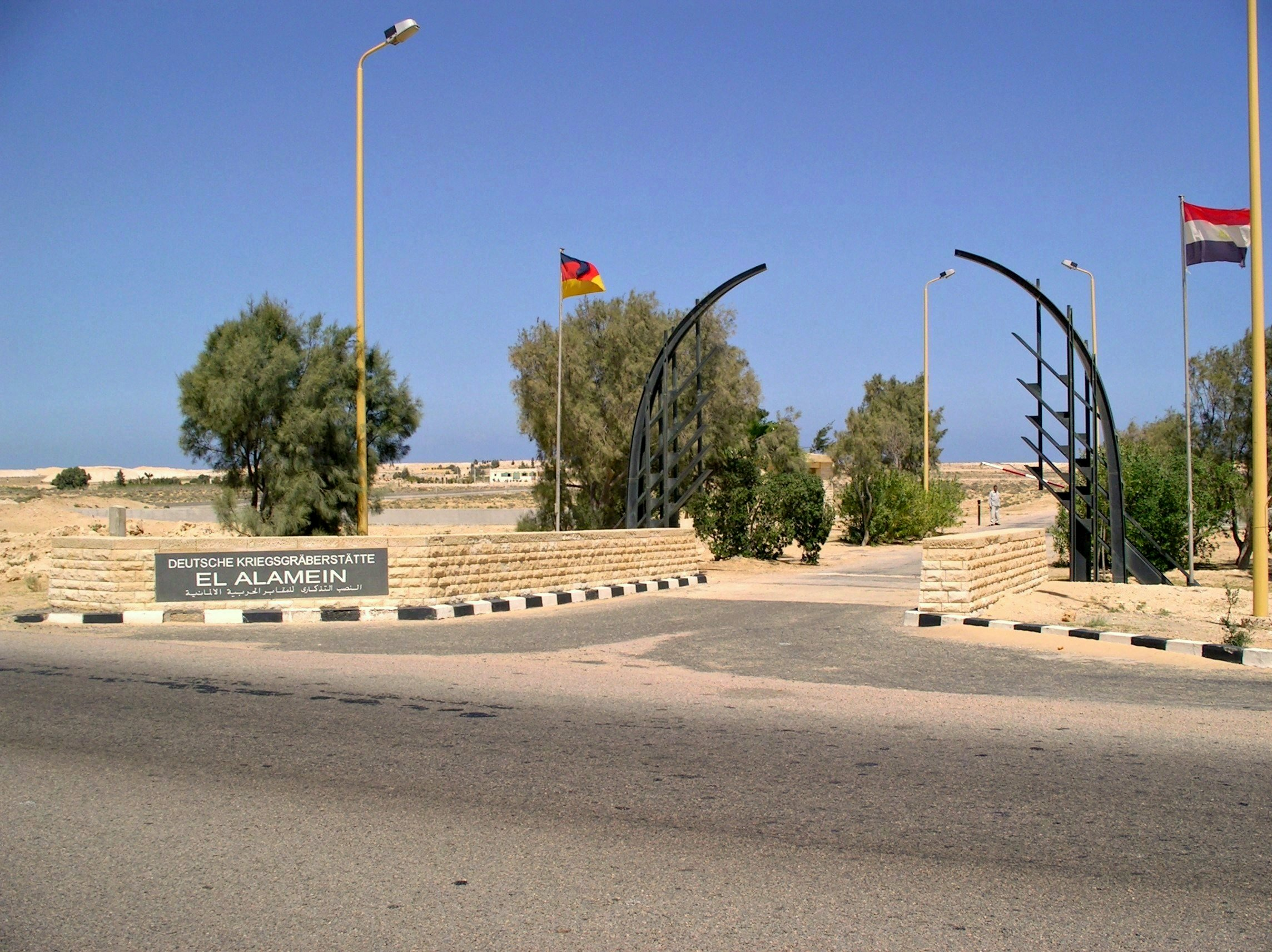
Einfahrt zur Kriegsgräberstätte von Manfred Bergmeister

Der deutsche Kunstschmied Manfred Bergmeister schuf das Wüstentor, das Eingangstor zur Kriegsgräberstätte El Alamein.

## Internationale Gedenkstunde
Alle drei Jahre findet abwechselnd auf der britischen, italienischen oder deutschen Kriegsgräberstätte eine internationale Gedenkstunde zur Erinnerung an das Ende der Schlacht um El Alamein statt.

## Kriegsgräberstätten weiterer Nationen im Umkreis
- El Alamein Commonwealth cemetery
- Friedhof der libyschen Soldaten
- Griechisches Ehrenmal
- Italienische Kriegsgräberstätte